# Mormyrus ovis
Mormyrus ovis är en fiskart som beskrevs av Boulenger, 1898. Mormyrus ovis ingår i släktet Mormyrus och familjen Mormyridae. IUCN kategoriserar arten globalt som livskraftig. Inga underarter finns listade i Catalogue of Life.